# حبیب
حبیب محبیان (۴ مهر ۱۳۲۶ – ۲۱ خرداد ۱۳۹۵) خواننده، آهنگساز، نوازنده و ترانه‌سرای ایرانی بود. او در دههٔ ۱۳۵۰ خورشیدی با آلبوم مرد تنهای شب به شهرت رسید. جنس صدای تنور حبیب، استفاده‌اش از گیتار ۱۲ سیمی و آهنگسازی متأثر از موسیقی راک غربی، او را به‌عنوان یک هنرمند متفاوت به موسیقی پاپ ایران معرفی کرد.

## زندگی

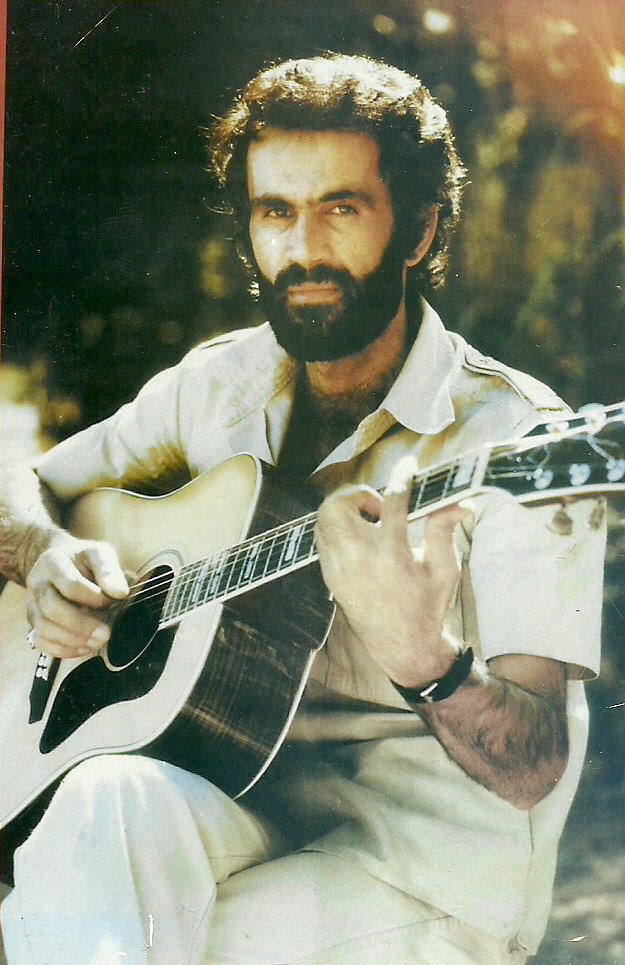
حبیب در جوانی

حبیب محبیان در ۴ مهر ۱۳۲۶ در شمیران استان تهران به‌دنیا آمد. برادران او محمود، قاسم، منصور و منوچهر و خواهران او عفت و مریم هستند. علاقهٔ وی از ابتدا به گیتار بود. دوران نوجوانی حبیب مصادف با پیدایش گروه بیتلز در دههٔ ۶۰ میلادی اروپا شد و این باعث علاقهٔ بیشتر وی به موسیقی گردید. با پذیرفته‌شدن در آزمون صدا و سیما، زیر نظر مرتضی حنانه به فراگیری اصول و تدابیر آهنگسازی روی آورد. بعدها وی توانست به‌عنوان خواننده در تلویزیون استخدام شود. وی بعد از ۲ سال از استخدام در رادیو و تلویزیون به خدمت سربازی رفت و در آنجا نیز خوانندهٔ باشگاه افسران بود.وی از معدود خوانندگانی بود که در اجرای آهنگ‌هایشان از گیتار ۱۲ سیم استفاده می‌کرد.

### زندگی خصوصی
همسر اول حبیب، شادی نوحی جهرمی نام داشت. احمدرضا محبیان ثمرهٔ ازدواج حبیب و شادی است که در ایران زندگی می‌کند شادی در دی‌ماه ۱۳۵۴ به‌دلیل آسیب در ناحیهٔ پا که به بیمارستان رضا پهلوی (شهدای فعلی) مراجعه کرده‌بود، به‌دلیل تزریق آمپول پنی‌سیلین که برایش حساسیت‌زا بود، درگذشت. واقعهٔ فوت همسر حبیب، و به فاصلهٔ دو ماه فوت مادر او، باعث شد که در اولین آلبومش یعنی «مرد تنهای شب» که در سال ۱۳۵۶ انتشار یافت بیشتر آهنگ‌ها را به‌یاد ایشان بخواند. آهنگ‌های «مادر» و «خرس کوکی» را به‌یاد مادرش، «شهلای من» و «خواب سرخ بوسه‌ها» را به‌یاد همسرش و «نگاهم» و «مرد تنهای شب» را به‌یاد هر دوی ایشان خواند.
همسر دوم حبیب، ناهید بسیم نام دارد که «محمد محبیان»، خواننده و همکار پدر ثمرهٔ ازدواج با اوست.

### بازگشت به ایران
حبیب در سال ۱۳۶۲ به‌دلیل ممنوعیت خواندن وی در ایران، ایران را ترک کرد و در سال ۱۳۶۴ در لس آنجلس در ایالات متحده آمریکا ساکن شد. او در سال ۱۳۸۸ با نگاشتن نامه‌ای به رئیس‌جمهور وقت، محمود احمدی‌نژاد، خواستار حضور در کشور شد و با موافقت ضمنی و پذیرفتن رعایت برخی شرایط به‌همراه خانواده‌اش به ایران بازگشت و در رامسر، چهارصد دستگاه اقامت کرد.

### همکاری هنری
حبیب با هنرمندانی همچون لیلا کسری، مسعود فردمنش، همایون هوشیارنژاد، سعید قائم‌مقامی، بیژن سمندر، پاکسیما زکی‌پور، سیاوش قمیشی، منوچهر چشم‌آذر، ناصر چشم‌آذر، اروین خاچیکیان و... همکاری کرده‌بود.

### پیگیری آلبوم و کنسرت در ایران

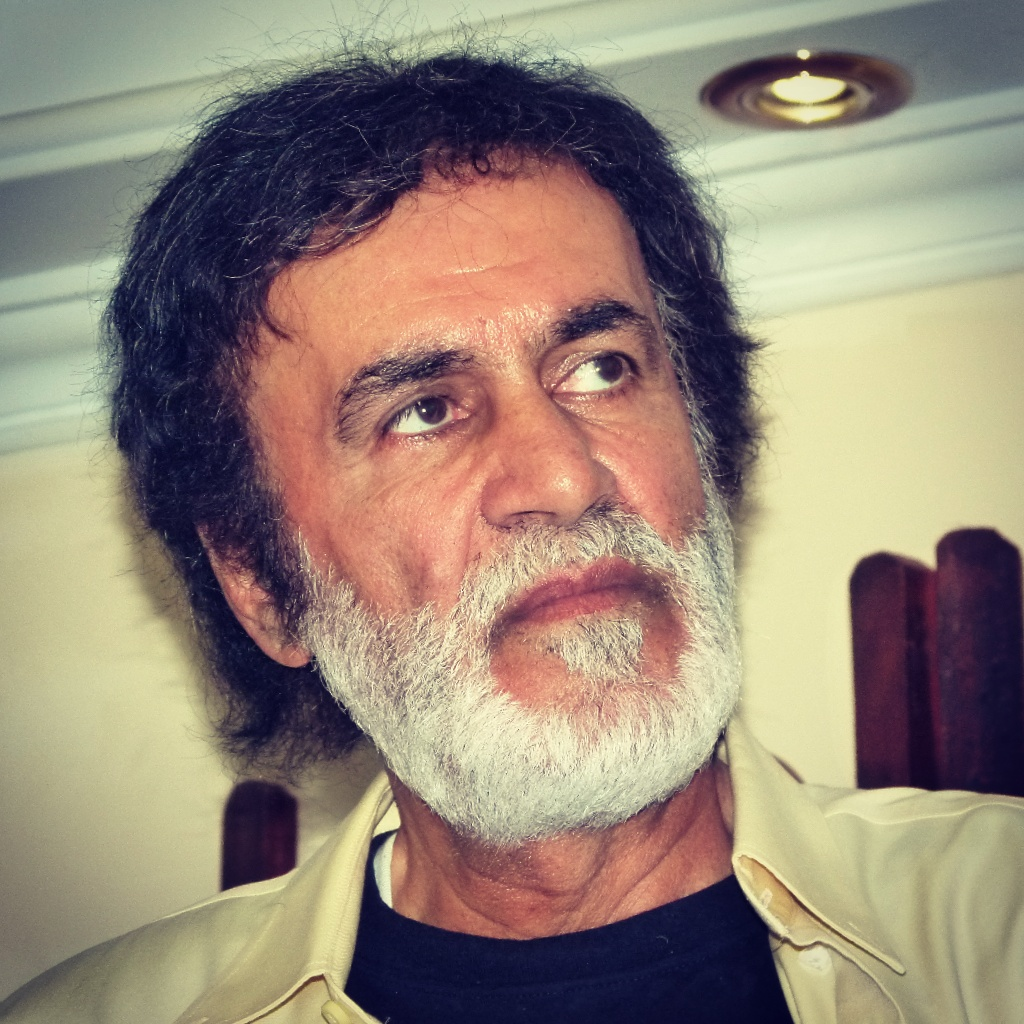
حبیب در ایران، مرداد ۱۳۹۳

حبیب در سال ۱۳۸۹ درخواست خود برای دریافت مجوز انتشار آلبوم را ارائه کرد و اعلام کرد که می‌خواهد در ورزشگاه آزادی کنسرت برگزار کند؛ و ادعا کرد که این کنسرت اگر ۱۰ شب هم برگزار شود، ۱۰۰ هزار نفری آزادی خالی نمی‌شود.
اسفندیار رحیم مشایی (رئیس دفتر محمود احمدی‌نژاد)، در واکنش به حضور حبیب در ایران گفت: «این‌که یک ایرانی بخواهد فعالیتی در داخل و خارج از کشور داشته باشد، مطابق چارچوب و قوانین آزاد است و مشکلی ندارد. فعالیت هنری در همهٔ بخش‌ها از جمله موسیقی برای همهٔ هنرمندان در داخل و خارج از کشور آزاد است و برگشت به ایران برای کسی مشکلی ندارد.»
اما حمید شاه‌آبادی معاون هنری وزیر ارشاد (دولت دهم) در سال ۱۳۹۱ گفت: «خواننده‌ای که به ایران بازگشته از وزارت ارشاد مجوزی ندارد و آنچه گفته و شنیده‌شده شایعه است.»
در سال ۱۳۹۳ حسین نوش‌آبادی (سخنگوی وزارت ارشاد دولت یازدهم) گفت: «ایشان می‌تواند با توجه به نگاه و رویکرد دولت یازدهم به محتوای آثار فرهنگی و هنری، مجدداً به ارائهٔ آلبوم خود برای اخذ مجوز اقدام کند. ارائهٔ مجوز به آثار هنری ربطی به تولید در دولت قبل ندارد و ویژگی‌های اثر ارائه‌شده در شرایط حاضر ملاک است.»
سید احمد خاتمی (امام جمعه موقت تهران) در واکنش به‌این موضوع (حضور حبیب در ایران) گفت: «ایران جای خواننده‌های لس‌آنجلسی نیست.»
حبیب در آخرین مصاحبهٔ خود اعلام کرد که با اختیار خود به ایران برگشته و قطعه‌ای به‌نام «عشق‌های خدایی» را در آلبوم جدید خود ساخته است.
او در ژانویهٔ ۲۰۱۲ نماهنگی به‌همراه سمیر زند، منتشر کرد که عناصری از تکنو، ترنس و هاوس دارد. این ویدئو موجب جلب توجه گستردهٔ رسانه‌ای شد.

### بازداشت
در سال ۱۳۹۳ حبیب در جادهٔ ماسوله و شهرک تاریخی ماسوله درحال تولید نماهنگ ترانهٔ «خرچنگ‌های مردابی» بود که توسط نیروی انتظامی بازداشت شد و به‌واسطهٔ شهرت و همچنین عدم به‌همراه داشتن مجوزهای لازم برای ضبط فیلم، به دادسرا معرفی شد تا روند قضایی معمول پیگیری شود. در پایان، حبیب با تودیع قرار وثیقهٔ متناسب آزاد شد. اما برخی سایت‌ها اعلام کردند که وی توسط لباس شخصی‌ها و بی‌دلیل دستگیر شده است.
حبیب پس از آزاد شدن، یک نامه سرگشاده با عنوان «من در سرزمین مادری‌ام بدون دلیل بازداشت شدم و بدون دلیل هم آزاد!» نوشت.

### انتشار کتاب مرد تنهای شب
در سال ۱۳۹۳ کتاب «مرد تنهای شب» به کوشش بهروز دره‌قایدی، پویا یحیوی و میلاد زیدآبادی؛ توسط انتشارات نصیرا انتشار یافت و در نمایشگاه بین‌المللی کتاب تهران همان سال ارائه شد. این کتاب برگزیده‌ای از آثار و ترانه‌های حبیب در همهٔ سال‌های فعالیت‌اش را تشکیل داده است.

### حاشیه‌ها
- حبیب در ۲۶ آبان ۱۳۹۳ برای عرض تسلیت به خانهٔ مرتضی پاشایی رفت.[۲۴][۲۵][۲۶]
- در طول مراسم ختم همسر بنیامین بهادری شایعه شده بود که حبیب در مراسم حضور داشته است.[۲۷]
- حبیب در مراسم ختم سید علی طباطبایی (بازیگر) حضور پیدا کرد.
- وی در سومین جشن موسیقی ما در ۱۸ مهر ۱۳۹۴ در تهران حضور یافت و مسئولیت اهدای جایزه به ناصر فرهودی را برعهده گرفت. (آخرین حضور وی در مجامع رسمی)[۲۸]
- در تاریخ ۲۹ دی ۱۳۹۶ شبکه استانی اصفهان برای اولین بار آهنگ «مرگ قو» از حبیب محبیان را پخش کرد.

### گفتگو با مجله ایده‌آل
حبیب در مهر ۱۳۹۴ با مجلهٔ زندگی ایده‌آل برای اولین‌بار در ایران گفتگو کرد. در آن گفتگو او از ابتدای زندگی، شروع فعالیت‌هایش تا زندگی امروز خود صحبت کرد و از اختلافاتش با سمیر زند پرده‌برداری کرد. هر چند به‌گفتهٔ خود او این گفتگو بعد از چاپ اشتباهات متعددی داشت. او پس از این در شمارهٔ بعدی این مجله دربارهٔ اشتباهات این گفتگو صحبت کرد. پس از مرگ حبیب پسرش محمد محبیان و سپس همسرش ناهید بسیم با این مجله گفتگو کردند.

## درگذشت

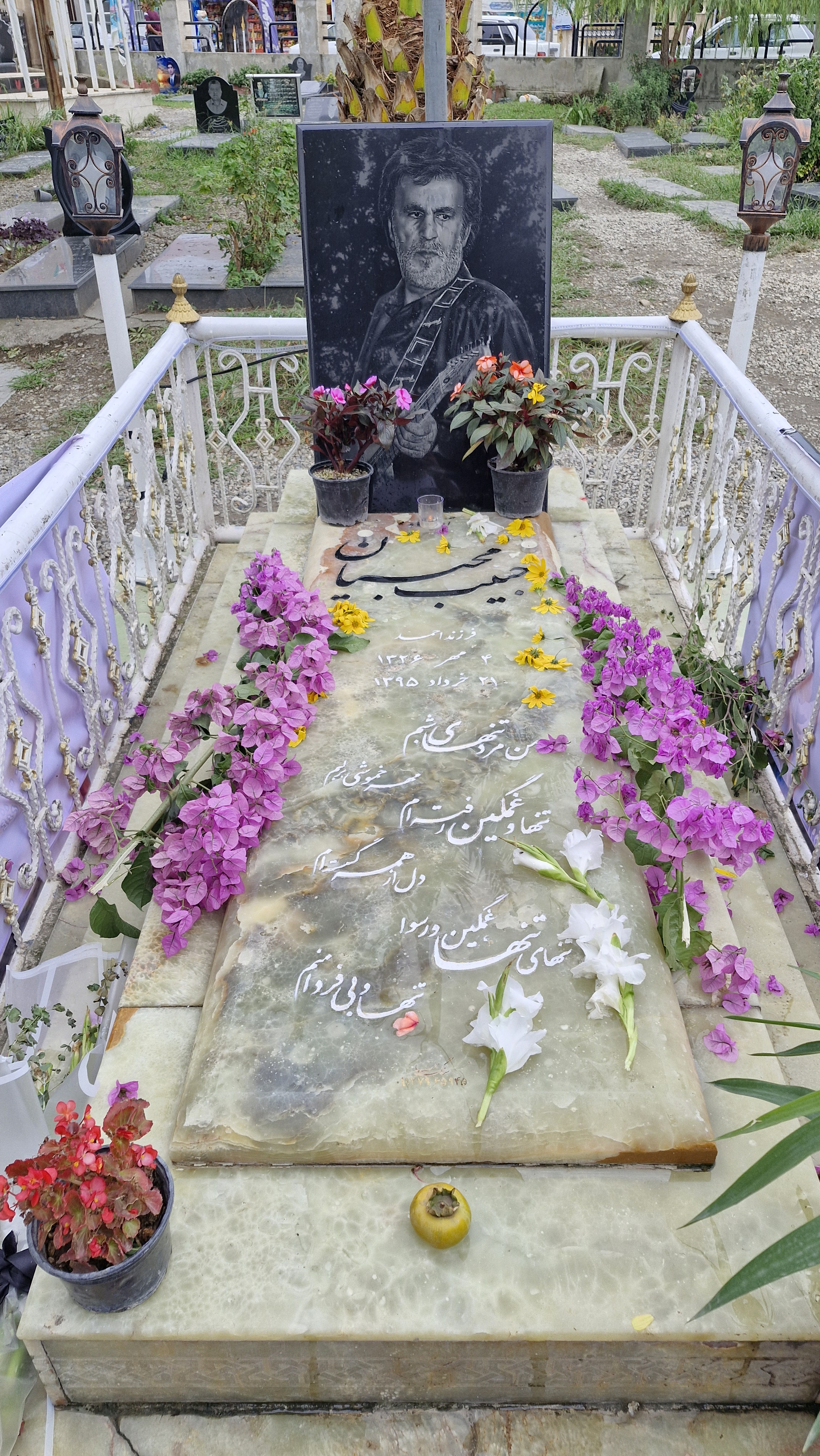
آرامگاه حبیب

حبیب مدت‌ها مبتلا به بیماری قلبی بود و در نهایت در ساعت ۹ صبح روز جمعه، ۲۱ خرداد ۱۳۹۵ در سن ۶۸ سالگی بر اثر ایست قلبی در روستای نیاسته، کتالم، رامسر درگذشت.

## تدفین
پس از درگذشت حبیب در روستای نیاستهٔ رامسر، خانهٔ موسیقی ایران از وزارت فرهنگ و ارشاد اسلامی درخواست کرد تا مراسم تشییع حبیب از مقابل تالار وحدت به‌سمت قطعهٔ هنرمندان بهشت زهرا صورت بگیرد. اما پس از چند ساعت، داریوش قانع رئیس ادارهٔ فرهنگ و ارشاد اسلامی شهرستان رامسر اعلان کرد که تدفین حبیب در شهرستان رامسر و در امامزاده محمد تشییع و در همین محل به خاک سپرده خواهد شد. اما در نهایت پیکر حبیب در محوطه گورستان روستای نیاسته به خاک سپرده شد.
این به خاک‌سپاری در شرایطی صورت گرفت که حبیب هیچ‌گونه تعلقی به شهر رامسر نداشت و فقط ویلای شخصی‌اش را در روستای نیاسته رامسر اجاره کرده‌بود. مراسم سوم حبیب هم در رامسر برگزار شد. در نهایت تاریخ و مکان برگزاری مراسم هفتمین روز درگذشت حبیب محبیان در تهران روز یکشنبه ۳۰ خرداد ماه از ساعت ۱۰:۳۰ تا ۱۲:۳۰ صبح در مسجد جامع (قدس)، شهرک غرب در میان خیل عظیم مردم و در حضور رسانه‌ها برگزار شد. مراسم چهلمین روز درگذشت حبیب نیز قرار بود در تهران صورت بگیرد اما با مخالفت وزیر ارشاد و حوادثی که در آن موقع رخ داده بود، مراسم چهلم نیز در رامسر برگزار شد.

## بزرگداشت‌ها

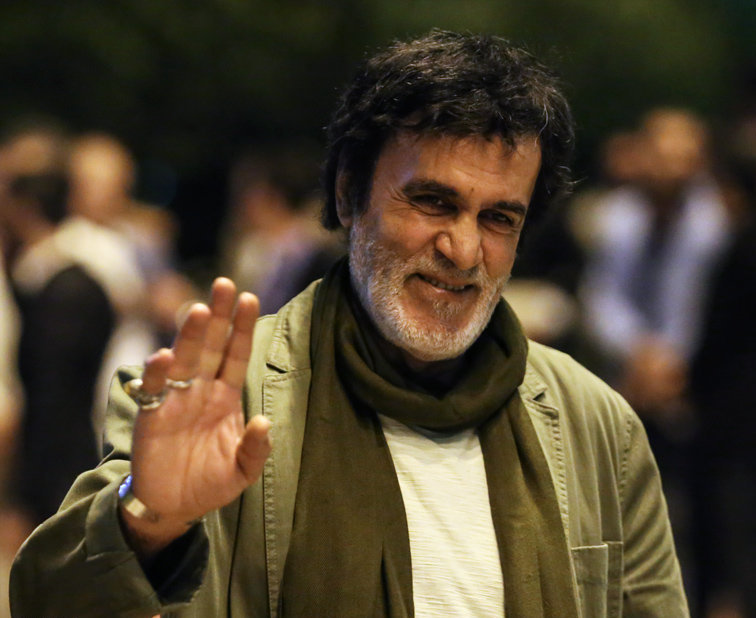

هر ساله در سالروز تولد یا مرگ حبیب طرفداران او بر سر مزارش برای او بزرگداشت می‌گیرند. در شب ۴ مهر ۱۳۹۵ مراسم تولد ۶۹ سالگی حبیب نخست در خانهٔ او و سپس بر سر آرامگاه او در حضور طرفدارانش برگزار شد. برای دومین‌بار سالگرد حبیب در ۱۷ خرداد ۱۳۹۷ با حضور هوادارانش بر سر آرامگاه حبیب و سخنرانی پسرش محمد محبیان در مسجد قدس نیاسته برگزار شد. سومین مراسم میلاد حبیب با حضور جمعی از هوادارانش در تاریخ ۴ مهر ۱۳۹۷ بر سر آرامگاه او برگزار شد.

## مجوز پس از مرگ
در سال ۱۳۹۶، یک‌سال‌ونیم پس از درگذشت حبیب، نماهنگ «دیره» با صدای پسرش، احمدرضا محبیان و سمیر زند و همچنین با تصویر و صدای نه چندان شفاف «حبیب» از دفتر موسیقی وزارت فرهنگ و ارشاد اسلامی مجوز انتشار گرفت. این درحالی است که فروردین‌ماه همان سال قطعهٔ صوتی «دیره» از دفتر موسیقی مجوز انتشار گرفته‌بود؛ و ویدئوی مربوط به این اثر که در بخش‌هایی از آن بریده‌هایی از فیلم‌های مربوط به حبیب محبیان و صدای نه چندان شفاف او استفاده شده مجوز انتشار دریافت کرد. به‌گفتهٔ سمیر زند قرار بود که این آهنگ را حبیب و او بخوانند که اختلافات حبیب با سمیر زند موجب شد تا این اتفاق نیفتد. در زمستان ۱۳۹۶ در پی حادثه نفت‌کش سانچی، قطعهٔ مرگ قو با صدای حبیب برای اولین‌بار از صدا و سیما به‌یاد جان‌باختگان سانچی پخش شد.

## ترانه‌شناسی

### آلبوم‌ها
| #  | نام آلبوم                           | سال انتشار  | شرکت پخش‌کننده |
| -- | ----------------------------------- | ----------- | ------------- |
| ۱  | مرد تنهای شب                        | ۱۳۵۶ / ۱۹۷۷ | شرکت ترانه    |
| ۲  | سلام همسایه                         | ۱۳۵۷ / ۱۹۷۸ | شرکت ترانه    |
| ۳  | دوست خوب بچه‌ها                      | ۱۳۵۹ / ۱۹۸۰ |               |
| ۴  | آفتاب‌ مهتاب                         | ۱۳۶۳ / ۱۹۸۴ | پارس ویدیو    |
| ۵  | همراز                               | ۱۳۶۶ / ۱۹۸۸ | شرکت ترانه    |
| ۶  | خورشید خانوم                        | ۱۳۶۷ / ۱۹۸۸ | پارس ویدیو    |
| ۷  | عروس فرنگی (مشترک با فرزین و فتانه) | ۱۳۶۸ / ۱۹۸۹ | شرکت ترانه    |
| ۸  | بی‌نظیر (مشترک با هایده، ستار و...)  | ۱۳۶۹ / ۱۹۹۱ | شرکت ترانه    |
| ۹  | آخه عزیزم چی می‌شه                   | ۱۳۷۱ / ۱۹۹۲ | پارس ویدیو    |
| ۱۰ | صفر                                 | ۱۳۷۳ / ۱۹۹۴ | شرکت ترانه    |
| ۱۱ | بزن باران                           | ۱۳۷۵ / ۱۹۹۶ | پارس ویدیو    |
| ۱۲ | کویر باور                           | ۱۳۷۸ / ۱۹۹۹ | پارس ویدیو    |
| ۱۳ | خداوندا                             | ۱۳۸۰ / ۲۰۰۱ | پارس ویدیو    |
| ۱۴ | خانهٔ کوچک                           | ۱۳۸۱ / ۲۰۰۲ | شرکت ترانه    |
| ۱۵ | جوونی (مشترک با محمد محبیان)        | ۱۳۸۳ / ۲۰۰۴ | آونگ موزیک    |
| ۱۶ | خودشه (مشترک با محمد محبیان)        | ۱۳۸۵ / ۲۰۰۶ | آونگ موزیک    |
| ۱۷ | ایران بانو                          | ۱۳۸۷ / ۲۰۰۸ | مترونوم       |

- حبیب در سال ۱۳۸۸ قصد انتشار آلبوم دیگری را بعد از عید نوروز داشت، اما پس از بازگشت به ایران هیچ‌گاه موفق به انتشار آن نشد.[۴۱]

### آهنگسازی برای دیگران
| خواننده    | نام ترانه             | ترانه‌سرا       | آهنگساز | تنظیم‌کننده    |
| ---------- | --------------------- | -------------- | ------- | ------------- |
| ستار       | دنیای بابا            | ناصر مهدی‌پور   | حبیب    | مجید قربانی   |
| لیلا فروهر | هرچی بخوای            | مهین آبادانی   | حبیب    | محمد ستاری    |
| نوش‌آفرین   | زنگ در                | مینا جلالی     | حبیب    | اندی جی       |
| نوش‌آفرین   | دروغ نیست             | پاکسیما زکی‌پور | حبیب    | فریدون اسکندر |
| هلن        | فراموش نکنی           | مهین آبادانی   | حبیب    | پوریا نیاکان  |
| مرتضی      | هلاکتم                | محمود بدرخانی  | حبیب    | پوریا نیاکان  |
| مکابیز     | هرکسو بیشتر دوست داری | حبیب           | حبیب    | حبیب          |